# Jagdstaffel 71
La Jagdstaffel 71 (in tedesco: Königlich Preußische Jagdstaffel Nr 71, abbreviato in Jasta 71) era una squadriglia (staffel) da caccia della componente aerea del Deutsches Heer, l'esercito dell'Impero tedesco, durante la prima guerra mondiale (1914-1918).

## Storia
La Jagdstaffel 71 venne formata il 6 febbraio 1918 presso il Fliegerersatz-Abteilung n. 13 di Bromberg diventando effettivamente operativa e il 17 febbraio. Quattro giorni dopo la nuova squadriglia viene posta a supporto della Armee-Abteilung B. La prima vittoria aerea dell'unità arriva il 9 maggio 1918.
Il Leutnant Hermann Stutz fu l'unico Staffelführer (comandante) della Jagdstaffel 71.
Alla fine della prima guerra mondiale alla Jagdstaffel 71 vennero accreditate 8 vittorie aeree, di cui 7 per l'abbattimento di palloni da osservazione. Di contro, la Jasta 71 perse 4 piloti oltre ad 1 pilota ferito in azione.

## Lista dei comandanti della Jagdstaffel 71
Di seguito vengono riportati i nomi dei piloti che si succedettero al comando della Jagdstaffel 71.
| Grado    | Nome          | Periodo                            |
| -------- | ------------- | ---------------------------------- |
| Leutnant | Hermann Stutz | 6 febbraio 1918 – 11 novembre 1918 |

## Lista delle basi utilizzate dalla Jagdstaffel 71
- Colmar: 21 febbraio 1918
- Habsheim, Francia: 27 marzo 1918
- Sierenz: 3 giugno 1918
- Habsheim 24 giugno 1918